# Даннс, Джейден
Дже́йден Алекса́ндер Даннс (англ. Jayden Alexander Danns; родился 16 января 2006, Ливерпуль) — английский футболист, нападающий клуба «Ливерпуль».

## Клубная карьера
Уроженец Ливерпуля, Даннс является воспитанником футбольной академии одноимённого клуба, за которую выступал с восьмилетнего возраста. Когда Джейден играл за команду «Ливерпуля» до 16 лет, ему диагностировали болезнь Шляттера.
В основном составе «Ливерпуля» Даннс дебютировал 21 февраля 2024 года в матче Премьер-лиги против «Лутон Таун», выйдя на замену Луису Диасу.

## Карьера в сборной
Выступал за сборные Англии до 16 и до 18 лет.

## Личная жизнь
Его отец, Нил Даннс, также был футболистом и играл за сборную Гайаны.

## Достижения
«Ливерпуль»
- Обладатель Кубка Английской футбольной лиги: 2023/24